# Liste der Monuments historiques in Coulmier-le-Sec
Die Liste der Monuments historiques in Coulmier-le-Sec führt die Monuments historiques in der französischen Gemeinde Coulmier-le-Sec auf.

## Liste der Immobilien
| Bezeichnung            | Beschreibung | Standort                    | Kennzeichnung | Schutzstatus | Datum | Bild           |
| ---------------------- | --- | --------------------------- | ------------- | ------------ | ----- | -------------- |
| Site de la Fosse       | mehrteilige Zisternen- und Brunnenanlage, zwischen 1729 und 1734 angelegt; zugehörig drei eingefriedete Schafsweiden | südöstlich des Ortes (Lage) | PA21000092    | Inscrit      | 2017  |                |
| Menhir La Grande Borne | jungsteinzeitlich | südlich des Ortes (Lage)    | PA00112237    | Classé       | 1889  |                |
| Maison des Templiers   | aus dem 13. Jahrhundert                                                                                              | 7 Rue de Villaines (Lage)   | PA00112236    | Classé       | 1945  | weitere Bilder |
| Kirche St-Germain      | aus dem 13. Jahrhundert                                                                                              | Rue de l’Eglise (Lage)      | PA00112235    | Classé       | 1941  | weitere Bilder |

## Liste der Objekte
| Bezeichnung                   | Beschreibung               | Standort             | Kennzeichnung | Schutzstatus | Datum | Bild |
| ----------------------------- | -------------------------- | -------------------- | ------------- | ------------ | ----- | ---- |
| Skulptur Christus in der Rast | Kalkstein, bezeichnet 1691 | in der Kirche (Lage) | PM21000682    | Classé       | 1964  |      |